# Archispirostreptus gigas
Archispirostreptus gigas, được gọi là cuốn chiếu châu Phi khổng lồ hoặc shongololo, là loài cuốn chiếu lớn nhất còn tồn tại, lớn tới 33,5 cm, 67 mm theo chu vi. Nó có khoảng 256 chân, mặc dù số lượng chân thay đổi theo mỗi lần lột xác nên có thể thay đổi tùy theo từng cá thể.
Nó là một loài phổ biến ở các vùng đất thấp của Đông Phi, từ Mozambique đến Kenya, nhưng hiếm khi đạt đến độ cao trên 1.000 m. Nó sống chủ yếu trong rừng, nhưng cũng có thể được tìm thấy ở các khu vực sinh sống ven biển có ít nhất một vài cây. Nó có nguồn gốc từ Nam Ả Rập, đặc biệt là Dhofar.
Nói chung, cuốn chiếu khổng lồ có tuổi thọ khoảng từ 7–10 năm. Cuốn chiếu khổng lồ có hai phương thức phòng vệ chính nếu chúng cảm thấy bị đe dọa: cuộn mình thành một vòng xoắn ốc chặt chẽ chỉ để lộ bộ xương ngoài cứng và tiết ra chất lỏng gây khó chịu từ các lỗ chân lông trên cơ thể chúng. Chất lỏng này có thể gây hại nếu bị dính vào mắt hoặc miệng. Do khả năng phòng vệ này, A. gigas là một trong số ít động vật không xương sống mà kiến quân đội không có khả năng bắt làm con mồi.
Những con ve bét nhỏ thường được thấy bò trên bộ xương ngoài và giữa các chân của chúng. Các con cuốn chiếu có mối quan hệ cộng sinh với các con ve này, trong đó các loài ve giúp làm sạch bộ xương ngoài của cuốn chiếu để đổi lấy thức ăn và sự bảo vệ từ vật chủ của chúng.
Là một loài hiền lành, A. gigas thường được tìm thấy trong thị trường buôn bán thú cưng; tuy nhiên, việc nhập khẩu A. gigas, cũng như một số loài cuốn chiếu khác, vào Hoa Kỳ là bị cấm do sự thiệt hại nông nghiệp gây ra bởi các loài ve bét chúng mang theo.

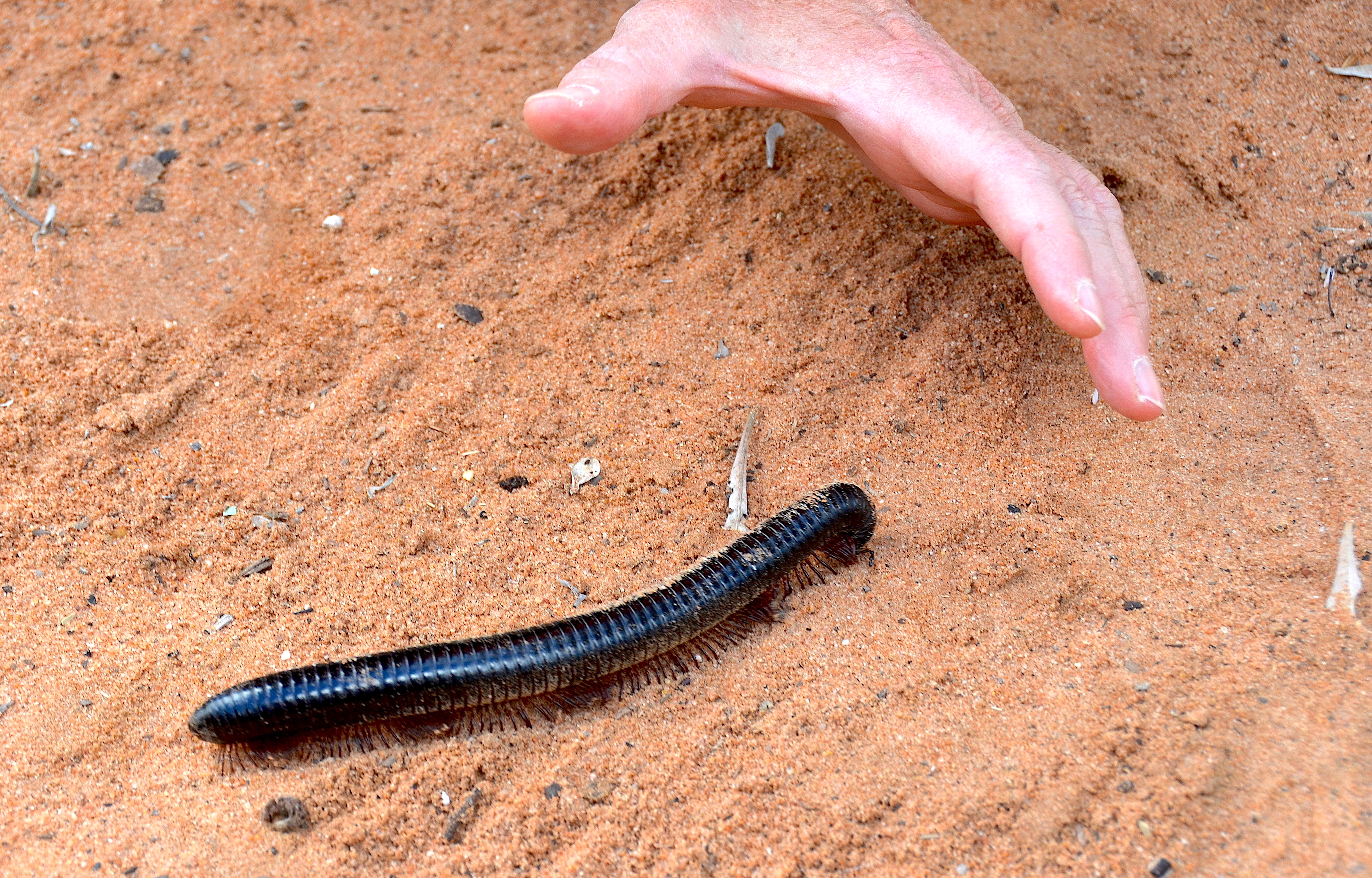
Cuốn chiếu châu Phi khổng lồ ở Namibia